# Moremi
Moremi – wieś w Botswanie w dystrykcie Central. Według spisu ludności z 2011 roku wieś liczyła 597 mieszkańców.